# Trans-Australian Railway
La Trans-Australian Railway est une voie de chemin de fer qui traverse la plaine de Nullarbor dans le sud de l'Australie, entre les villes de Port Augusta en Australie-Méridionale et de Kalgoorlie en Australie-Occidentale. Elle comprend la plus longue ligne droite au monde, s'étendant sur 478 km
La ligne constitue un axe de fret important entre l'Australie-Occidentale et les États de l'Est. Actuellement, deux trains de voyageurs circulent sur la ligne, l'Indian Pacific qui effectue le trajet intégral entre Port Augusta et Kalgoorlie, et le Ghan qui relie la ville de Port Augusta à celle de Tarcoola.
Les premiers trains de voyageurs circulant sur cette voie ferrée portaient le nom de Trans-Australian.

## Histoire
En 1901, les six colonies britanniques qui forment l'Australie se fédèrent pour former le Commonwealth d'Australie. À cette époque, Perth, capitale de l'Australie-Occidentale, est isolée des autres États australiens par des milliers de kilomètres de terrain désertique et la seule méthode possible de transport est la mer. Le voyage, long et souvent inconfortable, implique la traversée de la grande baie australienne, une zone connue pour ses tempêtes. L'une des promesses faites aux Australiens de l'Ouest pour rejoindre la nouvelle fédération est la construction d'une ligne de chemin de fer, financée par le gouvernement fédéral et reliant l'Australie-Occidentale au reste du continent.
En 1907, le projet est adopté, permettant d'engager les travaux d'arpentage. Les plans sont temrinés en 1909 et prévoient un itinéraire à partir de Port Augusta (la tête de ligne existante au fond du golfe Spencer) via Tarcoola jusqu'à la cité minière de Kalgoorlie en Australie-Occidentale, sur une distance de 1 711 km. Le coût de la ligne est chiffré à  4 045 000 £ pour un écartement normalisé (1,44 m). La loi autorisant la construction de la ligne est adoptée en décembre 1911 par le gouvernement d'Andrew Fisher et la Commonwealth Railways est créée en 1912 pour construire la ligne. Les travaux commencent en septembre 1912 à Port Augusta. La ligne est construite en voie normale, même si, à cette époque, les deux prolongements sont à voie étroite. La fin de la mise à écartement standard du reste de la ligne n'aura lieu qu'en 1970.
Le travail s'est poursuivi à partir des deux extrémités pendant la Première Guerre mondiale. La construction progresse régulièrement à travers les régions arides et désolées et les deux moitiés de la ligne se rejoignent le 17 octobre 1917. Du début de la construction jusqu'en 1996, le Tea and Sugar Train livre les fournitures vitales pour les lieux de travail isolés et les villes le long de la voie.

## Caractéristiques

### Tracé
La longueur finale est de 1 692,60 km, soit légèrement moins que prévu initialement. La ligne présente la plus longue ligne droite au monde, d'une longueur de 478 km entre le point kilométrique 797 à l'ouest d'Ooldea et le point 1275 à l'ouest de Loongana.
Selon l'astronaute australo-américain Andy Thomas, la voie ferrée est identifiable depuis l'espace en raison de ce long tracé rectiligne. « C'est une ligne très fine, comme si quelqu'un avait tracé une fine ligne au crayon traversant le désert ».

### Gares et haltes remarquables
- Port Augusta, limite est
- Pimba (en)
- Cook, point de croisement au milieu du désert
- Kalgoorlie-Boulder, limite ouest

### Alimentation en eau
À aucun moment, la ligne ne traverse un cours d'eau permanent. Des forages et des réservoirs sont installés à des intervalles à peu près réguliers, mais l'eau souvent saumâtre est impropre à l'utilisation pour les locomotives à vapeur, sans parler de la consommation humaine, et l'approvisionnement en eau doit être effectué par le train. À l'époque des locomotives à vapeur, environ la moitié de la charge totale du train était de l'eau pour les chaudières.